# Musée du ski des Laurentides
Le musée du ski des Laurentides (MSL) est un musée d'histoire thématique régional. L'institution a été fondée par la Ville de Saint-Sauveur en 1982. Le musée est donc situé dans un ancien bâtiment municipal, reconnaissable par ses grandes portes vitrées rappelant ses fonctions, entre autres, de caserne de pompiers. Depuis 2019, le MSL est est une institution muséale agréée par le gouvernement du Québec. Il est également membre de la Société des musées du Québec.
La collection du musée est constituée d'environ 7 500 artefacts, de 600 paires de skis et de 20 fonds d'archives privés. Depuis 2012, le musée présente son exposition permanente L'histoire du ski dans les Laurentides. Vivre en hiver, de l'hiver et avec l'hiver. Le musée présente aussi des expositions hors les murs ainsi qu'un service éducatif. Le musée a pour mission de conserver et de diffuser le patrimoine du ski dans les Laurentides.

## Historique
Le Musée du ski des Laurentides est une initiative citoyenne. Le 27 mars 1981, la Société d'histoire et généalogie des Pays-d'en-Haut de Saint-Sauveur consacre sa réunion mensuelle à l'histoire du ski dans les Laurentides.
Au terme de cette réunion, un groupe de recherche est formé dans le but de préserver et de conserver la mémoire de ce moyen de locomotion devenu un sport de participation et de compétition. Un an plus tard, le Journal des Pays-d'en-Haut annonce la création du Musée du ski des Laurentides.
En 1993, le Musée du ski des Laurentides est fusionné avec le Musée Jackrabbit, qui est dédié à la mémoire d'Herman Smith-Johannsen, aussi connu sous le nom Jackrabbit, qui a introduit le ski de fond dans les Laurentides.
Depuis juillet 2008, le musée occupe une ancienne caserne de pompiers située sur la rue Filion, à Saint-Sauveur.
En 2023, une série documentaire sur l'histoire du ski dans les Laurentides est réalisée par la télévision communautaire Cogeco Connexion, NousTV Laurentides, qui puise son contenu dans une banque d'archives cinématographiques du Musée du ski des Laurentides. Cette série documentaire comporte 10 épisodes de 15 minutes, où l'historien Michel Allard raconte le patrimoine et l'histoire liés au ski dans la région.

## Expositions
À l'été 2005, une exposition thématique nommée Saint-Sauveur... La Vallée du Ski a lieu dans le cadre du 150e anniversaire de la Ville de Saint-Sauveur.
Au printemps 2012, le ministre délégué aux Finances, ministre responsable de la région de Laval, de la région des Laurentides et de la région de Lanaudière et député de Laval-des-Rapides, Monsieur Alain Paquet, inaugure l'exposition permanente intitulée L'histoire du ski dans les Laurentides, vivre en hiver avec l'hiver et de l'hiver. Cette exposition regroupe des capsules vidéo, panneaux éducatifs, photos d'archives et artéfacts.
En 2013, une exposition spéciale sur les jumelles Wurtele est présentée au musée afin de leur rendre honneur. Ces deux femmes ont contribué à la place des femmes dans le monde du ski. Elles sont intronisées au temple de la renommée du ski des Laurentides du MSL.
En 2015, une exposition spéciale intitulée Hommage à un grand champion est consacrée à Alexandre Bilodeau, médaillé olympique en ski acrobatique sur bosses. L'exposition présente des artéfacts, des photographies et des films de sa carrière.

## Temple de la renommée
Le Temple de la renommée du ski des Laurentides a été fondé pour honorer les athlètes, les bâtisseurs, les organisations et les journalistes du domaine du ski, toutes disciplines confondues. Le Temple a été fondé en même temps que le musée et son premier banquet a lieu en octobre 1982. La première cohorte des intronisés compte, entre autres, Herman Smith-Johannson et Lucile Wheeler. En 2018, sont intronisés Lowell Thomas (à titre posthume), Rochelle Lash, Stan Segal, Lange Canada inc, Michel Allard et Theo Harb. En 2019, ce sont Eddy Butler, Beryl Puddifer, Marc Perreault, James Jackson, Serge Couture et Erik Guay qui sont intronisés au Temple de la renommée du Musée du ski des Laurentides. Lors du dernier banquet, en 2020, le Temple comptait 178 membres, dont 158 personnes et 20 organisations.

## Prix et distinctions
- 2011: Prix du Mérite en interprétation, volet communautaire - Prix de l'AQPI[15]
- 2012: Mention d'honneur des prix d'histoire du Gouverneur général du Canada[16]
- 2019: Agrégation de l'institution muséale par le ministère de la Culture et des Communications, au nom du gouvernement du Québec[17]
- 2019: Mention spéciale du jury pour les Grands prix de la culture des Laurentides[18]